# Masters de Roma 1982
El Abierto de Italia 1982 fue la edición del 1982 del torneo de tenis Masters de Roma. El torneo masculino fue un evento del circuito ATP 1982 y se celebró desde el 17 de mayo hasta el 21 de mayo.  El torneo femenino fue un evento del circuito WTA 1982 y se celebró desde el 3 de mayo hasta el 9 de mayo.

## Campeones

### Individuales Masculino
Andrés Gómez vence a  Eliot Teltscher, 6–2, 6–3, 6–2

### Individuales Femenino
Chris Evert Lloyd vence a  Hana Mandlíková, 6–0, 6–2

### Dobles Masculino
Heinz Günthardt /  Balázs Taróczy vencen a  Wojtek Fibak /  John Fitzgerald, 6–4, 4–6, 6–3

### Dobles Femenino
Kathleen Horvath /  Yvonne Vermaak vencen a  Billie Jean King /  Ilana Kloss, 2–6, 6–4, 7–6